# Neumühle (Tännesberg)
Neumühle ist ein Gemeindeteil des Marktes Tännesberg im Landkreis Neustadt an der Waldnaab (Oberpfalz, Bayern).

## Geographie
Die Einöde liegt einen Kilometer südlich des Marktes Tännesberg und 0,8 Kilometer östlich der B 22 am Mühlbach, der östlich von Tännesberg in der Nähe der Sankt Jodokkirche im Tännesberger Wald im Waldstück Vogelherd entspringt. Die Schnegelmühle ist über eine Gemeindeverbindungsstraße von der B 22 nach Tännesberg und über die Gemeindeverbindungsstraße von Pilchau kommend zu erreichen.

## Steuerdistrikt und Gemeindebildung
Das Königreich Bayern wurde 1808 in 15 Kreise eingeteilt. Diese Kreise wurden nach französischem Vorbild nach Flüssen benannt (Naabkreis, Regenkreis, Unterdonaukreis usw.). Die Kreise gliederten sich in Landgerichtsbezirke. Die Bezirke wiederum sollten in einzelne Gemeindegebiete eingeteilt werden.
1821 kam es zur Bildung der Gemeinde Pilchau. Diese bildete mit der Neumühle und der Schnegelmühle eine Verwaltungseinheit. Da jede Gemeinde mindestens 20 Häuser haben sollte, kam es 1830 zu einer Neugliederung. 1830 kamen die eigenständigen Gemeinden Pilchau und Ödmiesbach zur Gemeinde Zeinried.
1840 kam es zur Bildung „eines Landgerichts I. Klasse in Oberviechtach“. Die Gemeinde Zeinried kam mit der Gemeinde Bernhof zum Landgerichtsbezirk Oberviechtach, der nun aus 26 Gemeinden bestand.
Am 1. Mai 1978 wurde die Gemeinde Zeinried, bestehend aus dem Hauptort und Miesmühle, Neumühle, Ödmiesbach, Pilchau, Schnegelmühle, Schömersdorf und Weiherhäusl, aufgelöst. Die Ortschaften Miesmühle, Ödmiesbach, Sömersdorf, Weiherhäusl und Zeinried kamen zur Gemeinde Teunz. Die Ortschaften Neumühle, Pilchau und Schnegelmühle wurden in den Markt Tännesberg eingegliedert, was verbunden war mit dem Wechsel in den Landkreis Neustadt an der Waldnaab.